# Quando Rondo
Quando Rondo, pseudonimo di Tyquian Terrel Bowman (Savannah, 23 marzo 1999), è un rapper, cantante e produttore discografico statunitense.
Attualmente il rapper ha un contratto discografico con Atlantic Records e con l'etichetta Never Broke Again, LLC. Inizialmente ha ottenuto l'attenzione con l'uscita del singolo "I Remember" con Lil Baby nel gennaio 2018.
La canzone ha ricevuto la certificazione di platino dalla Recording Industry Association of America (RIAA) e ha preceduto il suo album di debutto in studio, QPac (2020), che è entrato nella classifica Billboard 200 e conteneva la sua seconda canzone certificata platino, "ABG". Il suo secondo album, Recovery (2023), non è entrato in classifica.

## Biografia
Tyquian Bowman è nato e cresciuto a Savannah, in Georgia. Prima di sviluppare un interesse per la musica, Bowman praticava atletica leggera durante gli anni del liceo. Da adolescente, ha trascorso un periodo in centri di detenzione minorile. Nel 2017, ha passato alcuni mesi in carcere e ne è uscito a ottobre. In quel momento ha deciso di dedicarsi completamente alla musica.
Durante l'adolescenza, ha anche fatto parte della sottosezione di Savannah e Atlanta dei Rollin' 60s Neighborhood Crips.
Il suo nome d'arte è un gioco di parole sul suo soprannome, "Quando". È anche un fan del giocatore di basket Rajon Rondo. È cresciuto ascoltando Chief Keef, Rich Homie Quan, Young Thug e Camoflauge.

## Carriera

### 2017–2019: Gli inizi della carriera, Life B4 Fame, Life After Fame e From the Neighborhood to the Stage
La sua prima canzone risale al 1º marzo 2017, quando ha caricato una traccia intitolata "Gangsta Bitch" sulla sua pagina ufficiale di SoundCloud.
Nel novembre 2017, dopo essere stato rilasciato dal carcere, ha realizzato un freestyle che aveva scritto mentre era detenuto, intitolato "I Remember", pubblicato su YouTube e diventato virale rapidamente. Nel gennaio 2018, ha pubblicato la versione ufficiale della canzone "I Remember", con la partecipazione del rapper Lil Baby. A questa hanno fatto seguito le canzoni "Motivation" e "Paradise", i cui video hanno accumulato milioni di visualizzazioni su YouTube. Questo successo ha portato all’uscita del suo mixtape di debutto, Life B4 Fame, il 17 aprile 2018. Il progetto includeva collaborazioni con artisti come Lil Baby, Lil Durk e OMB Peezy. Il mixtape conteneva anche la traccia virale "ABG", che ha superato 71 milioni di visualizzazioni sul canale ufficiale di WorldStarHipHop su YouTube.
Nel giugno 2018, Quando Rondo ha pubblicato il singolo "Kiccin' Shit".  Alla fine dello stesso mese, è stato annunciato che era il primo artista ad aver firmato per la sotto-etichetta della Atlantic Records di YoungBoy Never Broke Again, chiamata Never Broke Again. In seguito a ciò, il mixtape Life B4 Fame è stato ristampato sotto l’etichetta NBA/Atlantic.
Nell’agosto 2018, ha collaborato con Kevin Gates nel brano di YoungBoy Never Broke Again intitolato "I Am Who They Say I Am". Nel mese successivo, è apparso in tre delle quattro tracce dell’EP 4Loyalty dello stesso YoungBoy.
Il 24 settembre 2018, Quando Rondo ha pubblicato il suo secondo mixtape, Life After Fame, seguito diretto del primo. Includeva collaborazioni con Boosie Badazz, JayDaYoungan, Rich Homie Quan, Shy Glizzy, YK Osiris e NBA YoungBoy. Il mixtape ha raggiunto la posizione #174 nella Billboard 200, segnando il suo primo ingresso ufficiale in classifica. Ha successivamente aperto alcuni concerti negli Stati Uniti per il tour "Global Gangin" del gruppo SOB X RBE, che si sarebbe concluso nel dicembre 2018.
Nel febbraio 2019, Quando Rondo ha pubblicato il singolo "Scarred from Love", incluso poi nel suo terzo mixtape, From the Neighborhood to the Stage, uscito il 10 maggio 2019. Il progetto includeva collaborazioni con BlocBoy JB, NoCap, Polo G e Shy Glizzy.

### 2020–2021: Controversie, QPac, Diary of a Lost Child e Still Taking Risks
Il 10 gennaio 2020, Quando Rondo ha pubblicato il suo album di debutto in studio, intitolato QPac, attraverso le etichette Never Broke Again e Atlantic Records. L’album include collaborazioni con artisti come 2 Chainz, A Boogie wit da Hoodie, Lil Durk, Luh Kel e Polo G.
Il quarto mixtape di Quando Rondo, Diary of a Lost Child, è stato pubblicato il 26 agosto 2020, in maniera insolita a metà settimana, di mercoledì. Alcuni mesi dopo, il 4 dicembre 2020, ha pubblicato esclusivamente su YouTube un altro mixtape dal titolo Before My Time Up.
A seguito delle polemiche legate al suo presunto coinvolgimento nella morte di King Von, Quando Rondo ha pubblicato il sesto mixtape, Still Taking Risks, il 7 maggio 2021. Il progetto è composto da 15 tracce, più 3 bonus track, e non presenta collaborazioni.

### 2022–Oggi: 3860, Recovery e Here for a Reason
Il 25 novembre 2022, Quando Rondo ha collaborato con YoungBoy Never Broke Again per pubblicare il mixtape collaborativo intitolato 3860. Nonostante il mixtape fosse stato caricato sul canale YouTube di YoungBoy, il giorno stesso della pubblicazione YoungBoy ha dichiarato di non volere che il progetto uscisse, a causa di conflitti precedenti con la Atlantic Records, l'etichetta che lo ha distribuito. Di conseguenza, il mixtape è stato rimosso dal canale di YoungBoy, anche se ha chiarito che Quando Rondo aveva rispettato il suo desiderio, ma Atlantic Records ha proceduto comunque alla pubblicazione.
Il progetto include diverse tracce come "Want Me Dead" espliciti riferimenti a King Von e alla faida con Lil Durk. Nella traccia "I Swear" è presente come artista ospite il killer di King Von, Lil Timm.
Il 23 gennaio 2023 viene pubblicato il singolo "Long Live Pabb", la traccia è dedicata a suo cugino Lul Pab rimasto ucciso in una sparatoria a Los Angeles. Nel 2024 Lil Durk viene arrestato e accusato di essere il mandante dell'uccisione.
Il brano "Give Me a Sign", con YoungBoy, è poi apparso come traccia n. 20 del secondo album in studio di Quando Rondo, intitolato Recovery, diventandone anche il primo singolo ufficiale.
Il 15 novembre 2024, Quando Rondo ha pubblicato il suo terzo album in studio, intitolato Here for a Reason. L’album include un’unica collaborazione, con la cantante Winter Rae.

## Procedimenti giudiziari

### 2019: Aggressione
Il 12 marzo 2019 è stato riportato che Rondo e YoungBoy Never Broke Again sono stati citati in giudizio da un uomo che affermava di essere il loro bodyguard, tour manager e/o DJ del tour, per aggressione, percosse e stress emotivo. La causa sostiene che il 21 dicembre 2018, durante un concerto a Florence, in South Carolina, i due artisti sarebbero stati infastiditi da un fan fuori controllo, il che avrebbe portato a una discussione.
Il querelante afferma che lui, Gaulden, Bowman e membri del loro entourage furono scortati nel backstage dalla direzione, dai proprietari del locale e dagli organizzatori del concerto, dove sostiene di essere stato aggredito dai due suddetti. La persona ha commentato che Bowman (sebbene non provocato) avrebbe istigato l'incidente cercando di costringerlo a tornare sul palco per placare il fan in delirio e proteggere il suo team. Dopo il suo rifiuto, Bowman e Gaulden lo avrebbero immediatamente aggredito mentre cercava di spiegare le sue ragioni a entrambi.
L'aggressione avrebbe causato alla vittima un "dente rotto, volto insanguinato e danni alla reputazione". L'avvocato di Gaulden ha dichiarato che il suo assistito non aveva conoscenza dell'incidente, ma che avrebbe approfondito l'esito della causa.

### 2020: Lite e morte di King Von
Il 6 novembre 2020, scoppiò un alterco tra le crew dei rapper King Von e Quando Rondo fuori da un nightclub di Atlanta, sfociando in una sparatoria che portò alla morte di King Von. Quando Rondo e il suo entourage affermarono di aver agito per legittima difesa, sostenendo che Von fosse l'aggressore. TMZ riportò che, prima della rissa, Quando stava dormendo in un'auto fuori dal locale e si svegliò trovando Von e i suoi collaboratori che si avvicinavano in modo aggressivo a lui e ai suoi compagni.
Esiste un filmato in cui si vede Von colpire Quando Rondo con dei pugni prima dello scontro a fuoco. Video di sorveglianza mostrano anche Rondo mentre aiuta lo sparatore di Von, Timothy "Lul Timm" Leeks, a raggiungere l’ospedale.
Quando Rondo rimase pubblicamente in silenzio sull'incidente per due settimane, fino a quando pubblicò il brano "End of Story", che si presume sia un riferimento alla trilogia di canzoni di Von intitolata "Crazy Story". Nella canzone, Rondo rievoca la sparatoria e parla del suo coinvolgimento. Ribadisce di essersi difeso e mostra sostegno a Lul Timm, accusato dell'omicidio di King Von.
Nell'aprile 2021, Quando negò che la canzone fosse una "diss track" contro Von e dichiarò di non sapere che quest'ultimo avesse dei brani con quel titolo. Nonostante le forti critiche ricevute, Quando ha continuato a sostenere pubblicamente Leeks.

### 2022–2024: Accuse statali di droga e arresto federale per attività di gang
Nel giugno 2023, Bowman (Quando Rondo) è stato arrestato nella Contea di Chatham, in Georgia, e incriminato per reati legati alla vendita di droga e ad attività di gang. I pubblici ministeri lo accusano di avere un ruolo di leadership nella gang Rollin' 60s Neighborhood Crips e di essere coinvolto nel traffico di marijuana. Dopo l'arresto, è stato rilasciato su cauzione di 100.000 dollari, grazie anche all'intervento dei rappresentanti della Atlantic Records presenti in tribunale.
Il 9 dicembre 2023, mesi dopo essere stato rilasciato su cauzione per le accuse statali, Bowman è stato arrestato dall'FBI per accuse federali legate alla droga, nonostante fosse già sotto cauzione. Il 21 dicembre è stato rilasciato dalla custodia federale con una nuova cauzione di 100.000 dollari ed è stato posto agli arresti domiciliari in attesa del processo.
Il 25 giugno 2024, il Dipartimento di Giustizia degli Stati Uniti ha annunciato che Bowman aveva raggiunto un accordo di patteggiamento per le accuse federali legate alla droga. Il 13 agosto, ha formalmente dichiarato colpevolezza.
Il 12 dicembre 2024, Bowman è stato condannato a 33 mesi di carcere federale, seguiti da 3 anni di libertà vigilata e da una multa di 40.000 dollari. Dovrà iniziare a scontare la pena il 10 gennaio 2025.

### Sparatoria a Los Angeles
Il 19 agosto 2022, Bowman  e suo cugino, noto con il nome di Lul Pab, furono vittime di un attacco armato a Los Angeles. Durante la sparatoria, Lul Pab fu ucciso.
Il 23 ottobre 2024, Lil Durk e altri cinque affiliati della sua etichetta discografica Only the Family, Kavon Grant, Deandre Wilson, Keith Jones, David Lindsey e Asa Houston sono stati arrestati e incriminati con accuse gravi, tra cui: cospirazione per commettere omicidio su commissione, omicidio su commissione con esito mortale, uso di un'arma automatica in un crimine violento che ha portato alla morte. Le accuse sono direttamente collegate alla sparatoria del 2022 che ha coinvolto Quando Rondo e causato la morte di Lul Pab. Secondo i pubblici ministeri, l'attacco sarebbe stato un atto di vendetta per la morte del rapper King Von. È stato inoltre scoperto che i voli e le auto a noleggio usati dai cinque uomini erano stati pagati con una carta di credito riconducibile all'etichetta di Lil Durk.

## Vita Privata
Bowman è musulmano.
Ha una figlia di nome Italy Naomi, nata l'8 dicembre 2019 dalla relazione con l'ex compagna Jai Doll, modella e influencer. Quando Rondo ha dedicato alla figlia anche il brano "Letter to My Daughter", in cui esprime il suo amore e la volontà di proteggerla, riflettendo sul cambiamento positivo che la sua presenza ha portato nella sua vita.

## Discografia

### Album in studio
- 2020 – QPac
- 2023 – Recovery
- 2024 – Here for a Reason

### Mixtape
- 2018 – Life B4 Fame
- 2018 – Life After Fame
- 2019 – From The Neighboorhood to The Stage
- 2020 – Diary Of a Lost Child
- 2021 – Still Taking Risks

### Mixtape Collaborativi
- 2022 – 3860 (con Youngboy Never Broke Again)

### Singoli

#### Come artista principale
- 2018 – I Remember (feat. Lil Baby)
- 2018 – Motivation
- 2018 – Paradise
- 2018 – ABG
- 2018 – Kiccin' Shit
- 2018 – Rich Homie Quando (feat. Rich Homie Quan)
- 2018  – Lovers and Friends (feat. YK Osiris)
- 2018 – I Dunno
- 2018 – First 48
- 2018 – Gun Powder
- 2018 – Scarred from Love
- 2018 – Neighborhood Hero
- 2018 – Imperfect Flower
- 2018 – Picture Me This Way
- 2018 – Red Roses (feat. Richi Ray e NL Skooby)
- 2019 – Couldn't Beat the Odds
- 2019 – Just Keep Going
- 2019 – Double C's
- 2019 – Caught Up In My Thoughts
- 2019 – My Killer Comin
- 2019 – Marvelous (feat. Polo G)
- 2019 – Collect Calls
- 2019 – How'd I Make It
- 2020 – Bad Vibe (feat. A Boogie wit da Hoodie e 2 Chainz)
- 2020 – Depression
- 2020 – Groupie Bitches
- 2020 – Shorty
- 2020 – Nita's Grandson
- 2020 – Who Died
- 2020 – Sticc to the Code
- 2020 – 1999
- 2020 – My Life Story
- 2020 – End of Story
- 2020 – Have You Ever
- 2021 – Soul Reaper
- 2021 – Red Eye
- 2021 – Okay
- 2022 – Dead Wrong
- 2022 – Jakiyah
- 2022 – Six-0 Business
- 2022 – 10.27
- 2022 – 24
- 2022 – War Baby
- 2022 – Give Me A Sign (feat. Youngboy Never Broke Again)
- 2022 – Cream Soda
- 2022 – Keep Me Dry (feat. Youngboy Never Broke Again)
- 2022 – It's On (feat. Youngboy Never Broke Again)
- 2023 – Speeding
- 2023 – Long Live Pabb
- 2023 – Me First
- 2023 – Tear It Down
- 2023 – Feel This Way
- 2023 – Cash
- 2024 – Gotta Do Better & Pray
- 2024 – Luh Wodie

#### Come artista ospite
- 2018 – I Am Who They Say I Am (YoungBoy Never Broke Again feat. Kevin Gates e Quando Rondo)
- 2018 – Problems (Shy Glizzy feat. Lil Durk e Quando Rondo)
- 2018 – Need A Best Friend (A Boogie wit da Hoodie feat. Quando Rondo e Lil Quee)
- 2019 – Brag Different (No Cap feat. Quando Rondo)
- 2019 – Pain (Young Bleu feat. Quando Rondo)
- 2019 – Been Thru (Lil Poppa feat. Quando Rondo)
- 2020 – Want Beef? (Remix) (YSN Flow feat. Quando Rondo)
- 2021 – Violent Livin (BROKEASF feat. Quando Rondo)
- 2021 – Average (YFN Lucci feat. Quando Rondo)
- 2021 – Do You Luv Me (Never Broke Again feat. Quando Rondo)
- 2021 – Did Me Wrong (Never Broke Again feat. Quando Rondo e P Yungin)
- 2022 – Gangsta (Youngboy Never Broke Again feat, Quando Rondo)
- 2022 – All Day Lurkin (Never Broke Again feat. Quando Rondo)
- 2022 – In The Dark (Never Broke Again feat. Quando Rondo)
- 2022 – Birdz (88GLAM feat. Quando Rondo)
- 2022 – I Been Tryin (Meechy Baby feat. Quando Rondo)